# Pagyda pulvereiumbralis
Pagyda pulvereiumbralis is een vlinder uit de familie van de grasmotten (Crambidae), uit de onderfamilie van de Pyraustinae. De wetenschappelijke naam van deze soort is voor het eerst voorgesteld als Pyrausta pulvereiumbralis door George Francis Hampson in een publicatie uit 1918.
De soort komt voor in Ethiopië, Kenia, Namibië, Madagaskar, Mauritius en Réunion.